# Морков, Николай Иванович
Граф Николай Иванович Морков (2 октября 1743 — 9 мая 1811) — участник русско-турецкой войны, генерал-майор, старший брат Ираклия и Аркадия Морковых.

## Биография
Выдвинулся на военной службе. В 1780 году в звании полковника был назначен командиром 1-го Московского пехотного полка. Князь И. М. Долгорукий, начинавший службу в этом полку, писал позднее, что полковник Морков «обходился с ним очень хорошо».
Принимал участие в русско-турецкой войне 1787—1792 годов. Был тяжело ранен. Вышел в отставку в звании генерал-майора.
Указом Франца II, императора Австрии и Священной Римской империи, датированным 22 мая (2 июня) 1796 года в Вене генерал-майор Николай Морков вместе с братьями были возведены в достоинство графов Священной Римской империи. Императорским Указом 1796 года они были уполномочены носить графские титулы Священной Римской империи в России, подтверждённым Правительствующим сенатом 29 апреля 1849 года.

## Семья
Был женат на Прасковье Васильевне Скворцовой (2.05.1755 — 14.10.1800). У четы были две дочери:
- Прасковья (1780 — 14.06(07).1832), замужем за князем Андреем Михайловичем Оболенским (1765—1830);
- Варвара (1777 — 25.02.1833), замужем за Михаилом Петровичем Римским-Корсаковым (1791—1836).